# Lyduokiai
Lyduokiai is een plaats in de gemeente Ukmergė in het Litouwse district Vilnius. De plaats telt 169 inwoners (2001).